# Juniper Networks
Juniper Networks, Inc. este cel de-al doilea furnizor de echipamente de telecomunicații la nivel mondial.

## Date generale
Compania are sediul în Sunnyvale, California, Statele Unite ale Americii, având o cifră de afaceri de 4 miliarde de dolari și un număr de 8.900 de angajați în anul 2010.
În anul 2006, Juniper Networks deținea o cotă de 30%, pe piața de routere high-end, 25,3% pe piața de Service Provider Edge și 30,9% pe piața de Service Provider Core Routing.

## Produse

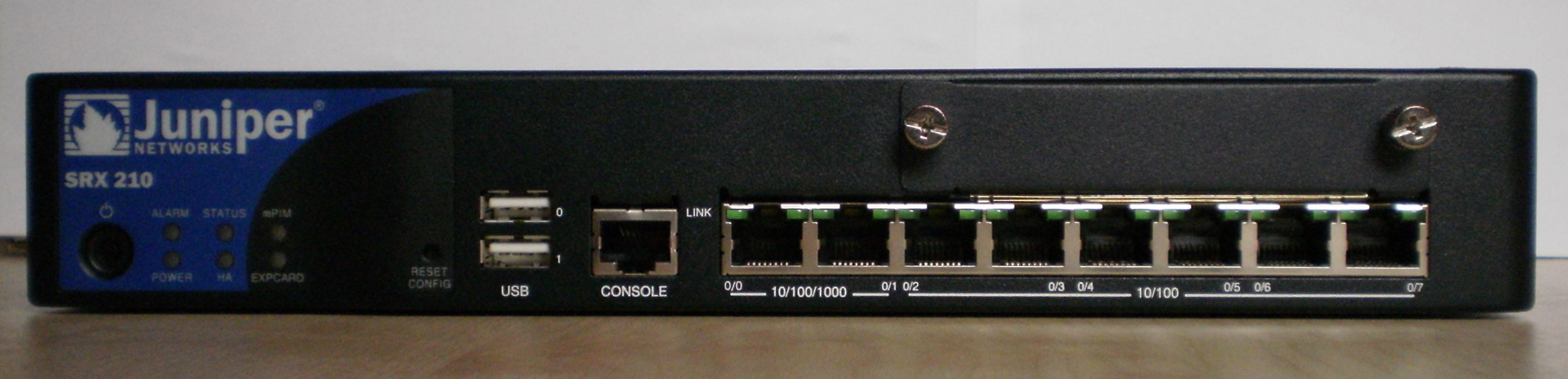
Juniper SRX210 Service Gateway

Juniper divide produsele în următoarele categorii:
- Data Center (anterior Redline) și WAN Acceleration (anterior Peribit) - vânzarea a fost întreruptă)
- Circuit to Packet
- Router (E-, J-, M-, MX-, ACX- și T-Serie)
- Session Border Controller (anterior Kagoor)
- AAA/802.1X LAN/WLAN-autentificare (acum compania PulseSecure)
- Unified Access Control
- Firewall/IPSec VPN (SSG (anterior NetScreen)-, SRX-Serie) - vânzarea seriei SSG a fost între timp întreruptă.
- SSL VPN (anterior Neoteris - acum compania PulseSecure)
- Intrusion Prevention (anterior NetScreen IDP - vânzarea a fost între timp întreruptă)
- Switches (EX și seria QFX)
- Wireless LAN (seria WLC - vânzarea a fost între timp întreruptă)

## Clienții
Printre clienții mai mari se numără:
- Vodafone
- Ericsson
- Siemens
- Deutsche Telekom
- MCI Worldcom
- Verizon
- BellSouth
- Cox Communications
- Alcatel
- TeliaSonera
- Telefonica
- Level 3
- Google

## Concurenți
Cei mai mari concurenți ai săi sunt Cisco Systems Inc. și Hewlett Packard Enterprise, dar include și companii precum Avici Systems și Huawei.